# Opcionalni protokol uz Konvenciju Ujedinjenih nacija protiv torture
Opcioni protokol uz Konvenciju Ujedinjenih nacija protiv torture i drugih surovih, neljudskih i ponižavajućih kazni ili postupaka ili samo Konvencija Ujedinjenih nacija protiv torture (engl. Optional Protocol to the Convention against Torture, OPCAT), je važan dodatak Konvenciji koji je usvojen sa ciljem prevencije torture u ustanovama u kojima se nalaze osobe lišene slobode. Usvojila ga je Generalna skupština UN 18. decembra 2002, a stupio je na snagu 22. juna 2006.
Ovim protokolom se predviđa uspostavljanje sistema redovnih poseta od strane nezavisnih međunarodnih i domaćih tela mestima gde se nalaze lica lišena slobode, kao i uspostavljanje Potkomiteta za prevenciju torture i drugih surovih, neljudskih ili ponižavajućih kazni i postupaka čiji je zadatak da pruža savete i pomoć državama ugovornicama i jača njihove kapacitete za prevenciju torture.
Protokol obavezuje države ugovornice da dozvole posete mestima gde se nalaze osobe lišene slobode i da formiraju jedno ili više tela na nacionalnom nivou koja bi se bavila prevencijom torture. Na osnovu Zakona o dopuni Zakona o ratifikaciji OPCAT-a, koji je usvojen 28. jula 2011, Zaštitnik građana je određen da obavlja poslove Nacionalnog preventivnog mehanizma za sprečavanje torture. Shodno tome, Zaštitnik građana (ombudsman) Republike Srbije je doneo odluku o formiranju Nacionalnog preventivnog mehanizma – tima zaposlenih u Kancelariji Zaštitnika građana koji su zaduženi da prate rad ustanova u kojima se nalaze lica lišena slobode, kao i da rade na unapređenju njihovih prava.
Republika Srbija je potpisala Opcioni protokol 25. septembra 2003, a ratifikovala 26. septembra 2006.